# Biała-Kopiec
Biała-Kopiec – wieś w Polsce położona w województwie łódzkim, w powiecie wieluńskim, w gminie Biała.
| SIMC    | Nazwa | Rodzaj    |
| ------- | ----- | --------- |
| 0697225 | Laski | część wsi |
| 0697231 | Osiny | część wsi |

W latach 1975–1998 miejscowość administracyjnie należała do województwa sieradzkiego.